# Зелений Мис
Зеле́ний Мис (порт. Cabo Verde, фр. Cap-Vert) — півострів у Сенегалі, найзахідніша частина Африки (мис Альмаді — 17° 33' зх. д.). Відкритий 1445 року португальцем Д.Діашем. Назву отримав через зелений колір саванної рослинності, що вкриває мис і створює різкий контраст з голими пісками приатлантичного узбережжя Сахари, що знаходиться північніше мису.

## Геологія, природа
Зелений мис сформований грядою з декількох колишніх островів вулканічного походження і намитого місцевими океанічними течіями між островами та континентом піщаного перешийка. У результаті він глибоко видається в океан, має форму, що нагадує рівносторонній трикутник зі сторонами довжиною приблизно по 15 км кожна, і звернений «вістрям» на південний захід. Це «вістря», зване фр. «Pointe des Almadies», однак, згинається назад, на південний схід у бік острівця Горе, утворюючи повноцінну і зручну для судноплавства гавань.
Рельєф півострова скелястий, з піщаною областю вглиб континенту. Регулярні південно-західні вітри сприяли появі на півострові помітної сезонної рослинності, на відміну від горбистих піщаних дюн на північ, що і послужило причиною назви мису. Вулканічні конуси-близнюки Deux Mamelles («Два соски») домінують над пейзажем уздовж узбережжя на північний захід від Дакара.
На захід міських районів столиці на островах Madeleines знаходиться національний парк — найменший у світі. Le Parc National des Iles de la Madeleine, також як острів Gore і ряд інших, входять в число об'єктів всесвітньої спадщини ЮНЕСКО.

## Історія
Європейцям мис відомий з 1445 року, коли цих місць досягла експедиція Дініша Діаша. Португальці назвали мис «Зеленим» (Cabo Verde), оскільки тут, на відміну від пустельних берегів, повз які вони пливли раніше, росло безліч пальм. Незабаром португальці заснували тут стратегічно важливий відкритий порт міжконтинентальної торгівлі. Пізніше мис став відправною точкою для французької колоніальної експансії в Західній Африці. Останні в 1857 році заснували форт Дакар, що дав початок місту. У 1902 році саме Дакар став столицею великої федерації колоній — Французької Західної Африки.
Місто Дакар нині виросло, воно займає весь край Зеленого мису. Близько Pointe des Almadies розташований міжнародний аеропорт Дакара (фр. Dakar-Yoff-Lopold Sdar Senghor International Airport), що послужив за часів Другої світової війни трансатлантичним перевалковим пунктом — спочатку для маріонеткового прогітлерівського режиму Віші, а з 1942 року для союзних сил.

## Населення
Сукупно населення Великого Дакара на січень 2006 року становило 2 450 000 осіб, причому власне в Дакарі при цьому проживало 1,031 млн.
Значна частина місцевих жителів півострова утворює особливу етнічну групу Lébou, що говорить на діалекті мови волоф і користується закріпленою в конституції Сенегалу автономією як засноване в 1430 році теократичну мусульманське братство Layene, очолюване головним халіфом.
Столицею братства є містечко (і одна з комун Дакара) Yoff, розташований на північ від аеропорту. Основні заняття — рибальство, будівельний бізнес та фермерство. Благочестя і повага до старших — найшанованіші чесноти народу Lébou. Він відомий своїми колективними танцями вигнання нечистої сили та іншими релігійними ритуалами, велика частина яких відбувається за активної участі туристів. Спиртне, однак, заборонено.